# Dicranoptycha acuterebra
Dicranoptycha acuterebra is een tweevleugelige uit de familie steltmuggen (Limoniidae). De soort komt voor in het Afrotropisch gebied.